# Amos Yarkoni
Luitenant-Kolonel Amos Yarkoni (Hebreeuws: עמוס ירקוני) (geboren in 1920 gestorven op 7 februari 1991) was een bekende officier in het Israëlische defensieleger (IDF) en een van de zes Israëlische Arabieren om de Medal of Distinguished Service de derde hoogste militaire onderscheiding binnen de IDF. Hij was de eerste commandant van de Sayeret Shaked een bataljon van de Givati brigade.

## Diensttijd in de IDF

### Eerste jaren
Yarkoni werd geboren als Abd el-Majid Hidr (Arabisch: عبد الماجد حيدر) (Hebreeuws: עבד אל-מג'יד חידר) in het Bedoeïenendorp Na'ura, ten oosten van Afula in de regio Gilboa (Noord-Israël). Zijn familie is deel van de Mazarib stam.
Toen hij zestien was deed hij mee aan sabotage-actie in 1936 op de Trans-Arabische Pijpleiding (TAPLINE). Deze oliepijpleiding liep van de olievelden in Irak naar Haifa, na de onafhankelijkheid van Israël werd de pijpleiding verlegd naar Sidon in Libanon. Door een meningsverschil binnen de stam vluchtte hij naar een door Joden bewoonde plek in het Britse Mandaatgebied Palestina. De Joodse bewoners boden hem onderdak. Hij kwam in contact met de Haganah via Moshe Dayan, waarmee hij nog jaren contact zou onderhouden.
In december 1947 koos hij ervoor om aan de kant van de Joden te strijden. Toen de onafhankelijkheidsstrijd uiteindelijk losbarstte en de Arabische legers Israël binnenvielen sloot hij zich aan bij de voorganger van de IDF en veranderde zijn naam in Amos Yarkoni.
Yarkoni diende tijdens de Israëlische onafhankelijkheidsoorlog in verschillende eenheden. Uiteindelijk bleef hij bij de Eenheid voor Minderheden, een eenheid bestaande uit etnische en religieuze minderheden in Israël (Druze, Bedoeïenen, Circassiërs, Christelijke Arabieren en Moslims). Hij blonk uit tijdens patrouilles en was een uitstekende spoorzoeker, zijn mede-soldaten waren constant onder de indruk van zijn vaardigheden. Zo zou hij eens een klein onderdeeltje van een machinegeweer hebben teruggevonden dat ergens op een berg kwijtgeraakt was.
Hij slaagde in 1953 voor de officiersopleiding (hij had de meeste moeite met het examen Hebreeuws). Daarna werd hij de commandant van de Eenheid voor Minderheden.

### Shaked
In 1955 namen terreuraanslagen van de door Egypte bezette Gazastrook en van de door Jordanië bezette heuvels van Hebron toe. Geïsoleerde Joodse gemeenschappen werden steeds meer doelwit en de IDF zocht naar manieren om deze terreuraanslagen te verhinderen.
Rehavam Zeevi die toentertijd een officier was in het Zuiden en de leiding had over geïsoleerde Joodse gemeenschappen in de Jordaanvallei stelde voor dat Amos Yarkoni hiervoor de taak moest krijgen. Yarkoni en Zeevi kenden elkaar toen zij dienden in een eenheid van zowel minderheden als Joden en bleven voor de rest van hun leven vrienden.
Yarkoni accepteerde deze moeilijke taak en een speciale eenheid onder zijn bevel werd gevormd die zich bezig zich houden met antiterrorisme en spoorzoeken. De eenheid kreeg de naam "Shaked" (שקד), wat Hebreeuws is voor Amandel. Shaked is ook een afkorting voor Shomrei Kav ha Darom (שומרי קו הדרום), wat verdedigers van de zuidelijke grens betekent.
Zowel Joden als niet-Joden dienden in de Shaked. Maar bij bedoeïenen soldaten hield Amos er rekening mee dat alleen Bedoeïenen uit het Noorden van Israël zouden aangenomen worden. Bedoeïenen in het zuiden zouden anders ingezet worden tegen hun eigen stam, en dat moest voorkomen worden.
Yarkoni diende de jaren daarop in de Negev-woestijn, waar hij meeded in talloze acties. Hij raakte vaak gewond. He raakte in november 1959 zijn rechterhand kwijt en zijn been raakte zwaargewond bij een explosie. In Israël ging de grap rond dat wanneer Amos Yarkoni uit het leger zou vertrekken de verbandfabrieken failliet zouden gaan.
Nadat hij in 1961 weer herstelt was werd hij wederom commandant van het Shaked Bataljon. De Commandant der Strijdkrachten maakte over zijn aanstelling de opmerking dat "als Moshe Dayan met één oog de Ramatkal kan zijn, dat wij een Bataljon kommandant kunnen hebben met een nephand".
Toentertijd wisten de meeste Israëli's nog niet dat Amos Yarkoni geen Jood was, men had aangenomen dat hij een Mizrachi Jood was. Diegene die wel wisten dat Amos Yarkoni geen Jood was grapten over "Fouad de Jood en Amos de Bedoeïen". "Fouad" Ben-Eliezer was een leidende officier in de Jordaanvallei geboren in Irak en met een Arabische bijnaam, terwijl Amos Yarkoni - als Bedoeïen - juist een typische Sabra-naam had.
Tijdens de Zesdaagse Oorlog diende Yarkoni aan het Sinaï-front.
Na jaren van dienst in de IDF trok hij zich in 1969 terug uit het leger.

## Dood
Yarkoni overleed op 71-jarige leeftijd op 7 februari 1991. Hij leed al een lange tijd aan kanker. Zijn oude vriend Rehavam Zeevi had een verzoek ingediend dat Yarkoni begraven mocht worden op een militaire begraafplaats. In principe zou dit niet mogen aangezien hij zich teruggetrokken had uit het leger. Zowel de toenmalige Defensieminister Moshe Arens als het Hoofd van de Manschappen van de IDF keurden dit verzoek goed.
Typerend voor het diepe ontzag en liefde dat men voor hem had werd zijn kist gedragen door soldaten hoger in rang dan Yarkoni zelf. Zes brigadegeneraals, zijn voormalige commandanten, droegen zijn kist. Achter zijn kist liep de toenmalige President van Israël Chaim Herzog, politieke en militaire leiders en vele Israëlische burgers. Bij de stoet liepen ook leden van het Shaked Bataljon, die hem lief hadden en vereerde, en hem herinnerde als een man die goed voor zijn soldaten zorgde.
Straten in verschillende steden zijn naar hem vernoemd, waaronder in Beer Sheva en Haifa.